# Rivière Cerise
La rivière Cerise coule dans la municipalité de Belleterre et dans la partie nord-ouest de la zec de Kipawa, dans le territoire non organisé de Les Lacs-du-Témiscamingue, dans la municipalité régionale de comté (MRC) de Témiscamingue, dans la région administrative de Abitibi-Témiscamingue, au Québec, au Canada.
La rivière Cerise est un affluent du lac Ostaboningue lequel constitue le principal lac de tête de la rivière Ostaboningue. Cette dernière se déverse dans le lac Hunter’s Point lequel est traversé à son tour vers le sud-ouest par le courant de la rivière Audoin. Cette dernière rejoint le lac Kipawa lequel est traversé à son tour par la rivière Kipawa. Cette dernière se déverse sur la rive est dans la rivière des Outaouais.
La rivière Cerise coule entièrement en territoire forestier. La foresterie constitue la principale activité économique de se bassin versant ; la seconde étant les activités récréotouristiques. La surface de la rivière est habituellement gelée de la mi-décembre à la mi-avril.

## Géographie
Les bassins versants voisins de la rivière Ostoboningue sont :
- côté nord : rivière Guillet, rivière Blondeau (rivière Fraser), rivière des Outaouais ;
- côté est : ruisseau Cerise, ruisseau Albert ;
- côté sud : rivière Saseginaga Lac Ostaboningue, rivière Audoin, Lac Kipawa, Lac Hunter, rivière Kipawa ;
- côté ouest : Lac Ostaboningue, Lac Kipawa, rivière des Lacs (rivière Kipawa), rivière des Outaouais.

Le lac Allard (Belleterre) (altitude : 310 m) constitue le principal plan d'eau de tête de la rivière Cerise. Ce lac épouse la forme d'un boomerang ouvert vers le sud. La Branche Sud-Ouest (longueur : 13,0 km) du boomerang est de forme irrégulière et étroite, comportant de nombreuses baies. À l'opposé la branche Sud-Est, reçoit les eaux de la rivière aux Sables (Témiscamingue) et comporte la Baie Grassy qui est située dans la partie sud-est. Le Lac Allard (Belleterre) reçoit du côté nord les eaux de la décharge des lacs Gauvin, Chevrier, Moore, Girard, Morand, Froid et au Vent.
À partir de l'embouchure du lac Allard (Belleterre), la rivière Cerise coule sur 20,5 km selon les segments suivants :
- 1,7 km vers le sud dont 1,0 km en traversant le lac Grenier, jusqu'à son embouchure. Note : Dans ce segment, la rivière traverse une série de chutes et de rapides ;
- 4,1 km vers le sud dont 3,3 km en traversant le lac Lavoie (longueur : 4,2 km ; altitude : 291 m), jusqu'à son embouchure ;
- 3,3 km (ou 1,7 km en ligne directe) vers le sud-est en formant plusieurs serpentins, jusqu'au ruisseau Cerise (venant du nord-est) ;
- 5,5 km (ou 3,0 km en ligne directe) vers le sud-est, en formant de nombreux serpentins et en traversant une zone de marais en milieu de segment, jusqu’au pont de la route forestière ;
- 5,9 km (ou 3,4 km en ligne directe) vers le sud-ouest, formant plusieurs serpentins, jusqu'à sa confluence, soit la rive est du lac Ostaboningue (altitude : 278 m)[3].

La rivière Cerise se décharge au fond de la baie Anicinabe Ecitacikewapan sur la rive est du Lac Ostaboningue. Les segments inférieurs de la rivière Cerise et de la rivière Saseginaga coulent en serpentin pour se rapprocher progressivement jusqu’à leur confluence respective qui sont séparées par une simple bande de terre s’avançant dans la baie.
Cette confluence de la rivière Cerise est située dans le territoire non organisé de Les Lacs-du-Témiscamingue, à 48,9 km à l'est du centre du village de Ville-Marie, à 37,2 km à l'est du centre du village de Béarn et à 42,5 km à l'est de la confluence de la rivière Kipawa.

## Toponymie
Le toponyme rivière Cerise a été officialisé le 4 juin 1981 à la Commission de toponymie du Québec.